# Boldinovka
Boldinovka (en rus: Болдиновка) és un poble (una khútor) de l'óblast de Rostov, a Rússia, segons el cens rus del 2010 tenia 370 habitants. Pertany al districte de Zernograd.